# Adam Barton
Adam James Barton (Blackburn, 7 gennaio 1991) è un calciatore nordirlandese con cittadinanza inglese naturalizzato irlandese, centrocampista del Curzon Ashton.

## Carriera

### Club
Comincia la sua carriera nel Preston N.E., che lo cede in prestito al Crawley Town.

### Nazionale
Conta una presenza con la nazionale nordirlandese.